# Atherina boyeri
Atherina boyeri је зракоперка из реда Atheriniformes и фамилије Atherinidae.

## Угроженост
Ова врста је наведена као последња брига, јер има широко распрострањење и честа је врста.

## Распрострањење
Ареал врсте Atherina boyeri обухвата већи број држава. 
Врста је присутна у следећим државама: Италија, Грчка, Португал, Француска, Холандија, Русија, Немачка, Шпанија, Србија, Румунија, Украјина, Турска, Казахстан, Иран, Египат, Либија, Алжир, Мароко, Уједињено Краљевство, Босна и Херцеговина, Бугарска, Албанија, Андора, Црна Гора, Словенија, Кипар, Хрватска, Монако, Азербејџан, Белгија, Грузија, Тунис, Либан, Сирија, Туркменистан и Гибралтар.

## Станиште
Станишта врсте су морски екосистеми, језера и језерски екосистеми, речни екосистеми и слатководна подручја. 
Врста је присутна на подручју Медитерана, Црног мора и Каспијског језера.